# Ovambo

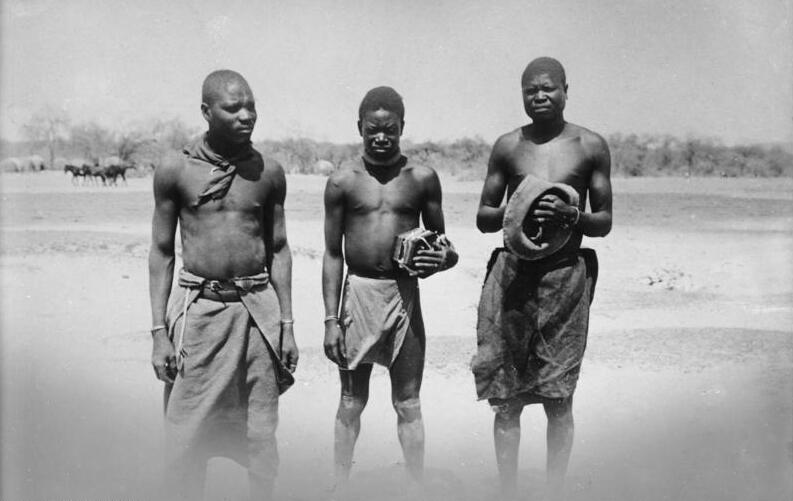
Ovambomänner
(zwischen 1906 und 1918)

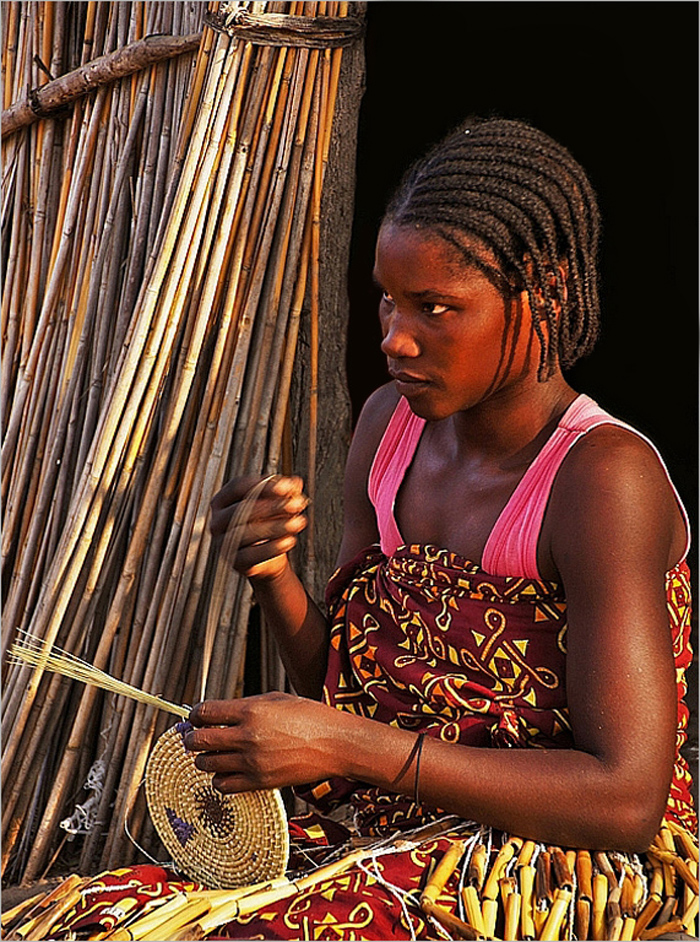
Ovambo-Mädchen

Das Bantu-Volk der Ovambo (anhörenⓘ), auch Owambo, ist die zahlenmäßig stärkste Bevölkerungsgruppe Namibias und auch im unmittelbar angrenzenden äußersten Süden Angolas die größte ethnische Gruppe. Die Ovambo leben vorwiegend in der namibisch-angolanischen Grenzregion der Vier O-Regionen, deren Gebiet in der deutschen Kolonialzeit und unter der südafrikanischen Besatzung Ovamboland genannt wurde. Die Region liegt zwischen Südangola und dem Etoscha-Nationalpark in Namibia. Etwa ein Viertel der Ovambo lebt in der südangolanischen Provinz Cunene.
Die Ovambo werden in zwölf Gruppen eingeteilt. Die acht im namibischen Teil des Ovambolandes lebenden Gruppen sind die Kwanyama, Ndonga, Kwambi, Ngandjera, Mbalanhu, Kwaluudhi, Eunda und Kolonkdhi, die 1994 etwa 670.000 Angehörige ausmachten. In Angola sind die Kwanyama (portugiesisch Cuanhama) die mit großem Abstand wichtigste Gruppe; neben ihnen haben dort zahlenmäßig noch die Kwamato (Cuamato) und die Kwangar (Cuangar) Bedeutung, während die Evale, die Kafima (Cafima) und die Ndombondola Restgruppen darstellen.
Die Sprache der Ovambo ist das Oshivambo. Dieses wird allerdings in Angola nur in der Form der Dialekte gesprochen, die den verschiedenen Gruppen eigen sind.

## Wirtschaft und Gesellschaft
Das Abstammungssystem der Ovambo ist matrilineal, was bedeutet, dass der mütterlichen Linie die weitaus größte Bedeutung zukommt.
In vorkolonialer Zeit, und auch noch lange Zeit unter dem Einfluss auswärtiger Mächte, praktizierten die Ovambo die Vielehe, wobei ein Mann nicht selten zwei bis vier Ehefrauen hatte. Der Mann lebte dabei mit seinen Frauen in einer Art Hofstaat zusammen, innerhalb dessen jede Ehefrau über ihren eigenen Wohnbereich verfügte, wo sie mit ihren Kindern lebte. Polygamie wird, wenn auch „inoffiziell“, in Einzelfällen bis heute praktiziert. Zusätzlich zu unmittelbar familiären Verbindungen sind die Ovambo in Familienklans organisiert, wobei, aufgrund des matrilinealen Abstammungssystems, der mütterliche Klan generell als der wichtigste betrachtet wird.
Eheschließungen basieren traditionell einerseits auf Klanexogamie und andererseits auf Gruppenendogamie, was bedeutet, dass Eheschließungen zwischen Mitgliedern der gleichen Gruppe willkommen sind, während Eheschließungen zwischen Mitgliedern desselben Klans ungern gesehen werden.
Traditionell leben die Ovambo in runden, mit Palisaden versehenen Häusern zwischen den Oshanas, zeitweiligen Seen in der Regenzeit. Sie sind größtenteils Landwirte und züchten Rinder, Ziegen und Schafe. Die Viehzucht ist eine Domäne der Männer, während die Frauen Fingerhirse (Mahangu) anpflanzen, woraus Brei und Bier hergestellt wird. Daneben werden Sorghum, Mais, Bohnen und Kürbisse angebaut. Beides wird traditionell als Subsistenzwirtschaft betrieben. Viele, vor allem Männer, arbeiten zudem seit der Zeit der Apartheid, aber auch im heutigen Namibia, als Wanderarbeiter in südlicheren namibischen Industrien und auf Farmen. In den letzten Jahren wurde wegen der hohen Bevölkerungsdichte des Ovambo und des daraus resultierenden Landmangels die Subsistenzwirtschaft immer mehr aufgegeben und die Ovambo werden Teil eines nationalen Arbeitsmarktes. Dadurch wuchsen auch lokale Zentren wie Oshakati, Ongwediva und Ombalantu heran.
Das Volk der Ovambo hat historisch mehrere kleine Königreiche gebildet, die in Namibia während der südafrikanischen Besatzung teilweise abgeschafft wurden, heute aber wieder als traditionelle Führer, Teil des politischen System Namibias sind. Zu Zeiten der Apartheid bis 1980 wurde das Stammland der Ovambonamibier durch das sogenannte Homeland Ovamboland verwaltet. Die Ovambo bilden mit mehr als 50 Prozent die absolute Mehrheit der Bevölkerung Namibias. In Angola wurde das kleine Reich der Kwanyama von den Portugiesen nach heftiger Gegenwehr aufgelöst, erhielten die traditionellen Führer (wie im gesamten Territorium) jedoch eine gewisse Anerkennung im Kolonialsystem; diese Tradition ist im nachkolonialen Angola wieder aufgenommen worden.
Die aktuelle Regierungspartei Namibias, die SWAPO, hat ihre Wurzeln bei den Ovambo (90 Prozent Stimmanteil) und ist die Nachfolgeorganisation der 1957 gegründeten Ovamboland Volksorganisation (OPO). Sowohl der erste Präsident Namibias, Samuel Nujoma, als auch dessen Nachfolger Hifikepunye Pohamba, sowie der vierte Präsident Namibias Nangolo Mbumba, sind ihrer ethnischen Zugehörigkeit nach Ovambo. 

## Berühmte Ovambo in Namibia

### Könige der Ovambo in Namibia
- Könige der Ovambo

### Politiker
- Andimba Toivo ya Toivo
- Samuel Shafishuna Nujoma
- Hifikepunye Lucas Pohamba
- Nahas Angula
- Hidipo Hamutenya
- Ben Amathila
- Libertina Amathila
- Helmut Pau Kangulohi Angula
- Nangolo Mbumba
- Benjamin Crispus Ulenga

### Sportler
- Agnes Samaria
- Ali Nuumbembe
- Razundara Tjikuzu, herero-sprachiger namibischer Fußballer

### Sonstige
- Barbara Kahatjipara